# Rustaveliho divadlo
Rustaveliho divadlo, plným názvem Akademické divadlo pojmenované po Šotovi Rustavelim (gruzínsky: შოთა რუსთაველის სახელობის აკადემიური თეატრი) je největší divadlo v Gruzii, jež plní funkci národního divadla. Sídlí v gruzínském hlavním městě Tbilisi, na tamní Rustaveliho třídě. Založeno bylo roku 1879. Od roku 1921 je součástí názvu jméno básníka Šoty Rustaveliho. Budova byla postavena přímo pro divadlo roku 1887, v novobarokním slohu. Výstavbu financoval Alexander Mantašev a autory architektonického návrhu byli Cornell K. Tatiščev a Aleksander Szymkiewicz, městský architekt Tbilisi. Budovu vyzdobili gruzínští malíři Lado Gudiašvili, Davit Kakabadze, Moise a Irakly Toidzeovi nebo Serge Sudeikin (známý též svou prací pro Ballets Russes a Metropolitní operu). Jejich fresky zdobily celé spodní patro, avšak v době sovětské nadvlády byly zabíleny. Zrestaurována byla zatím pouze malá část těchto fresek. V letech 2002 až 2005 prošlo divadlo rekonstrukcí, kterou z velké části financoval gruzínský podnikatel a nejbohatší Gruzínec Bidzina Ivanišvili, v letech 2012-2013 též premiér Gruzie. Budova nabízí tři divadelní sály, do hlavní sálu se vejde 800 diváků, do dvou menších 283 a 182 diváků.